# Église Saint-Rémy d'Augy
L'église Saint-Rémy est une église située à Augy, en France.

## Localisation
L'église est située sur la commune d'Augy, dans le département de l'Aisne.

## Historique
Le monument est classé au titre des monuments historiques en 1921.